# Hartmut Grote
Hartmut Grote (* 19. Februar 1967 in Hemer) ist ein deutscher Physiker, der zu Gravitationsphysik forscht.
Grote studierte an der Universität Hannover, wo er 2003 zum Dr. rer. nat. promoviert wurde. Seit 1999 arbeitete er am Max-Planck-Institut für Gravitationsphysik (Albert-Einstein-Institut) in Hannover, seit 2009 als wissenschaftlicher Leiter des Gravitationswellendetektors GEO600. Forschungsaufenthalte führten ihn zu weiteren Gravitationswellendetektoren, so zum TAMA 300 in Mitaka (Japan) und zum LIGO in Livingston (Louisiana).
Seit 2018 ist er Professor an der Cardiff University. 
Für seine Forschungen zu ultra-hochpräzisen Strahlquellen wurde Grote 2023 gemeinsam mit Henning Vahlbruch und Benno Willke mit dem 1. Preis des Berthold Leibinger Innovationspreises ausgezeichnet.

## Schriften (Auswahl)
- Making it work: Second Generation Interferometry in GEO 600! Diss., Universität Hannover 2003 (Digitalisat).
- Gravitationswellen. Geschichte einer Jahrhundertentdeckung. C.H.Beck, München 2018. ISBN 3-406-71941-4 (Vorschau in der Google Buchsuche).
- Gravitational Waves. A history of discovery. CRC Press, Taylor & Francis Group, Boca Raton/London/New York 2020. ISBN 978-0-367-13681-9.
- (Mitherausgeber): Advanced Interferometric Gravitational-Wave Detectors. 2 Bde. Hrsg. von David Reitze, Peter Saulson, Hartmut Grote. World Scientific, New Jersey 2019 (100 Years of General Relativity, 5). ISBN 978-981-314-608-2 (Vorschau in der Google Buchsuche).